# 河野満男
河野 満男（かわの みつお、1953年3月9日 - 2017年12月30日）は、福岡県八女郡出身の、日本の柔道家である。階級は重量級。身長186cm。

## 経歴
矢部中学から柳川商業高校に進むと、九州大会の重量級で優勝した。その後、クラレ岡山に入社すると、1972年の実業個人選手権20歳未満の部で2位になった。1973年には中量級の世界チャンピオンである藤猪省太などとともに活躍して西日本実業柔道団体大会で優勝を飾った。また、国体にも5度の出場を果たした。
1985年には柳川高校の柔道部監督に就任すると、男子では後に世界選手権の60kg級で優勝する園田隆二や猿渡琢海などを指導した。一方、女子ではアテネオリンピックの78kg級金メダリストになる阿武教子や佐野奈津子、妹尾ひでみなどの指導にあたった。金鷲旗では女子団体戦の初開催となった1990年から6連覇を含む8度の優勝、インターハイ団体戦でも3度優勝するなど、1990年代の高校女子柔道界を代表するチームに仕立て上げた。その手腕が評価されて、1992年には全日本女子代表チームのコーチにも就任した。翌年の世界選手権では教え子の園田が優勝、阿武は2位となった。1996年のアトランタオリンピックでは72kg超級に出場した教え子である明治大学2年の阿武は初戦で敗れてしまった。一方で、コーチボックスに付いた61kg級の住友海上の恵本裕子が日本女子柔道初のオリンピック金メダルを獲得すると、試合終了直後に恵本と抱き合って喜びを分かち合った。

## 監督としての実績
- 金鷲旗　優勝8回(1990年-1995年、1997年、1998年)
- インターハイ　優勝3回(1992年、1993年、1997年)

(出典、)。